# Réseau Hector
 (février 2017).
Si vous disposez d'ouvrages ou d'articles de référence ou si vous connaissez des sites web de qualité traitant du thème abordé ici, merci de compléter l'article en donnant les références utiles à sa vérifiabilité et en les liant à la section « Notes et références ».
Ne pas confondre avec Réseau Hector-STATIONER du Special Operations Executive
Pour les articles homonymes, voir Hector (homonymie).
Le réseau Hector fut un réseau de résistance français implanté en zone occupée par Alfred Heurteaux et Jacques Arthuys, subventionné par le service de renseignement de l’Armée de l’air française, ou SR Air.

## Histoire

### Origines et développement
As de la Grande Guerre, Alfred Heurteaux est chargé par Xavier Vallat, alors secrétaire d'État aux anciens combattants, d’organiser en zone Nord la Légion des Combattants. Les Allemands interdisent la Légion en zone occupée.
Alfred Heurteaux, d'abord vichyste, mais anti-allemand, refuse la collaboration. Il entre en résistance et met à profit ses amitiés d’avant-guerre et ses contacts dans les milieux d’anciens combattants pour implanter un réseau de renseignement. Il se sert de ses fonctions de vice-président de la Légion des Combattants contre les allemands.
Il ne s’agit pas d’un réseau militaire structuré, mais d’une nébuleuse de petits cercles d’amateurs reliés entre eux par des courants très fluides. Le SR Air a sa propre structure, bien distincte. Les groupes Hector de Normandie sont rejoints par un agent du Secret Intelligence Service, Arthur Bradley-Davies. Le Réseau Hector entretient des liens avec le renseignement britannique.
Avec l’accord de Robert Guédon, les groupes Robert de province passent sous la houlette du réseau Hector. Heurteaux subventionne le groupe parisien du Mouvement de libération nationale d’Henri Frenay et Robert Guédon. L’argent vient du colonel Ronin, chef du SR Air, et du général Bergeret, secrétaire d'État à l’Air. Les groupes Hector de province reçoivent la presse clandestine diffusée par le groupe Guédon, Combat Zone nord : Pantagruel, Les Petites Ailes de France, Veritas, Le Travailleur, La France continue, Valmy.

### Interconnexions et pénétration du contre-espionnage allemand
Par le biais de multiples appartenances et de relations personnelles, les franges du réseau Hector entrelacent celles de la Confrérie Notre-Dame et du réseau Saint-Jacques. Certains militants sont en contact avec les services secrets de l’armée de terre. Après-guerre, le groupe de Tony Ricou, revendiqué par le Groupe du musée de l'Homme, sera homologué dans le réseau Hector auquel seront rattachés les rescapés et les disparus de Combat Zone Nord.
Le poste Abwehr IIIF (contre-espionnage) de Paris insère, dans le groupe Hector de Vernon (Eure), un V-Mann (homme de confiance), Andreas Folmer, alias Albert Richir, qui pose à l’officier de l’Intelligence Service. Captain Clark convainc un responsable du réseau de fournir des listes d’agents. À partir de septembre 1941, les émissaires en zone Sud du réseau Hector sont toisés par les officiers du contre-espionnage de Paul Paillole qui les filtrent : « Vous n’êtes pas chez Heurteaux, au moins ? »

### Répression

#### Arrestations
En septembre 1941, le poste Abwehr de Paris apprend que le réseau Hector forme des groupes armés, à l’exemple du parti communiste qui multiplie les attentats depuis l’invasion de l’URSS. De crainte que le haut commandement n’apprenne un jour que des attentats ont été commis par un réseau pénétré par l’Abwehr, la décision est prise de mettre fin à ses activités.
Le coup d'arrêt débute le 9 octobre 1941. L'opération a pour nom de code « Fall Porto ». Quelque 119 personnes sont arrêtées parmi lesquelles 42 (dont plusieurs militants) seront relâchées, ayant pu faire la preuve de leur innocence. Les Allemands ratissent large. De plus, ils rattachent à l’opération Porto plusieurs affaires qui, à tort ou à raison, leur paraissent liées. Plusieurs membres du réseau Saint-Jacques de Maurice Duclos tombent entre leurs mains. Arrêté le 3 novembre 1941, Alfred Heurteaux nie tout en bloc, malgré les preuves et les témoignages accumulés contre lui. Fin des subventions du SR Air. Faute d’argent, Combat Zone Nord ferme son secrétariat/messagerie et interrompt la publication de Résistance qui avait pris la suite du journal Les Petites Ailes de France.

#### Déportations
L’affaire Porto est à l’origine du décret Nacht und Nebel. L’expérience prouve que, loin d’être dissuasifs, les pelotons d’exécution fabriquent des héros et des martyrs. Il est décidé que les militants capturés seront déportés et mis à l’isolement le plus strict en Allemagne, dans l’attente de leur jugement par un tribunal d’exception, et que leur famille sera privée de la moindre information quant au sort des disparus.
Les dossiers de l’Abwehr sont transmis aux bureaux de Gestapo des villes allemandes où les résistants sont emprisonnés. L’enquête continue. Un an, deux ans après le début de leur captivité, les militants subissent encore des interrogatoires, des confrontations qui mènent à des suppléments d’investigation et à d’autres arrestations. Alfred Heurteaux qui passe pour un protégé d’Hermann Goering, as allemand de la Grande Guerre, lequel aurait interdit que l’on touchât à un cheveu de sa tête, n’a toujours rien admis.

#### Condamnations
La Gestapo établit les responsabilités individuelles dans chaque petit cercle pris séparément, certains contacts avec les services secrets français de zone libre, mais elle perd du temps à tenter de reconstituer l’organigramme d’un réseau beaucoup moins structuré qu’elle ne le soupçonne. Il en a quand même assez pour traduire les militants devant des juridictions d’exception (Sondergerichte, Volksgerichtshof) qui prononcent soit des peines de mort soit des peines de travaux forcés équivalant à des peines de mort différées. Les condamnations, qui touchent surtout des membres du réseau Saint-Jacques et des contacts des 2e et 5e bureau de l’état-major de l’armée, s’échelonnent de 1943 (Cologne) à mars 1944 (Breslau). Les condamnés aux travaux forcés sont enfermés au bagne de Sonnenburg où ils trouveront des militants de La Vérité française et de Combat Zone Nord. En 1944, le statut Nacht und Nebel ayant été aboli, les survivants sont transférés au camp de Sachsenhausen ou à la prison de Wolfenbüttel.
Alfred Heurteaux échappe au sort commun. En septembre 1943, une audience du 2e sénat du Volksgerichtshof à Dusseldorf est ajournée par suite de charges nouvelles apparues contre lui. Après de nouveaux et nombreux interrogatoires, un deuxième procès est prévu pour juillet 1944. Un décret du ministère allemand de la justice en date du 18 septembre 1944 suspend la procédure contre Heurteaux qui, livré à la Gestapo de Potsdam où il était incarcéré depuis le 24 août précédent, est « mis au camp » jusqu’à la fin de la guerre.
En France, les rescapés du réseau Hector, comme Pierre Bouchard (résistant), reprennent du service à Combat Zone Nord, puis à CDLR et à l’OCM.